# Затвор – Сливен
Затвор – Сливен е затвор в град Сливен, България, единственият затвор за жени в страната.
До средата на XX век затворът е разположен в стари преоборудвани стопански сгради, изграждането на съвременния комплекс започва през 1962 година. В затвора има поправителен дом за непълнолетни момичета и средно училище, а част от него е и общежитието от отворен тип в местността Рамануша източно от града. Общият капацитет на различните подразделения на затвора е 441 души.
Местното подразделение на Държавно предприятие „Фонд затворно дело“ експлоатира шивашки цех и цех за домакински почистващи средства.

## Известни затворници
Починали в затвора
- Манол Васев (1897 – 1958), анархист
- Никола Жеков (1880 – 1949), революционер
- Кръстьо Пастухов (1874 – 1949), политик

Други затворници
- Свобода Анчева (1912 – 1999), партизанка
- Борис Балинов (1921 – 1999), комунистически активист
- Анжел Вагенщайн (1922 – 2023), писател
- Гено Генов (1896 – 1959), офицер
- Иван Господинов (1910 – ?), партизанин
- Иван Гулев (1908 – 1967), полицай
- Георги Димитров-Гошкин (1912 – 2007), комунистически активист
- Богдан Думков (1912 – 2004), полицай
- Иван Желев (1911 – 2002), партизанин
- Десислава Иванчева (р. 1973), политик
- Димитър Каляшки (1910 – 1943), партизанин
- Панайот Каракачанов (1917 – 1997), партизанин
- Господин Колев (1923 – 2011), комунистически активист
- Станой Крекмански (1915 – 1942), партизанин
- Христо Кърпачев (1911 – 1943), партизанин
- Герман Лямадис (1884 – 1965), гръцки духовник
- Фердинанд Миланов (1904 – 1944), партизанин
- Димитър Мурджев (1918 – 1989), полицай
- Петър Нешев (1901 – 1973), партизанин
- Тоне Переновски (1909 – 1985), партизанин
- Иван Перпелиев (1909 – 1963), комунистически активист
- Минко Попов (1910 – 2002), партизанин
- Борис Стамболиев (1913 – 1974), комунистически активист
- Дянко Стефанов (1920 – 1943), комунистически активист
- Стоян Стоянов (1909 – 1985), партизанин
- Пеко Таков (1909 – 2001), политик
- Кольо Тенев (1910 – 1943), партизанин
- Наум Терзиянов (?), революционер
- Владимир Тодоров (1925 – 2012), полицай
- Иван Тодоров – Горуня (1916 – 1965), партизанин
- Филип Тотю (1830 – 1907), революционер
- Владо Тричков (1899 – 1944), партизанин
- Иван Христов – Зъбчето (1916 – 1943), терорист
- Спас Христов (1907 – ?), полицай
- Ангел Цанев (1912 – 2003), политик
- Георги Чанков (1909 – 2004), политик